# Сююрю-Кая (відріг Панджарлар-Кая)
Сююрю-Кая — безлісна гора зі скельним піком на вершині, дальній південний відріг гори Панджарлар-Кая, за 700 м на північний схід від села Сонячна Долина (Судацька міськрада).